# Horst Henning (Politiker)
Horst Henning (* 8. März 1937 in Lünen; † 31. August 1995 in Leverkusen) war ein deutscher Politiker (SPD) und von 1984 bis 1994 Oberbürgermeister von Leverkusen.

## Leben
Nach dem Besuch der Volksschule absolvierte er eine Lehre als Chemielaborant und war nach der Laborantenprüfung Betriebsmeister. Er wurde 1955 Mitglied der IG Chemie, Papier, Keramik. Im August 1995 starb Henning an Krebs. Er hinterließ eine Frau und zwei Kinder.

## Partei
Henning trat 1957 der SPD bei.

## Abgeordneter
Henning war 1964 bis 1994 Ratsherr der Stadt Leverkusen und dort 1969 bis 1974 Vorsitzender der SPD-Ratsfraktion.
Dem Landtag von Nordrhein-Westfalen gehörte er vom 28. Mai 1975 bis zu seinem Tod am 31. August 1995 an.

## Öffentliche Ämter
Er amtierte 1979 bis 1984 als Bürgermeister und 1984 bis 1994 als Oberbürgermeister der Stadt Leverkusen.